# Nord-Express

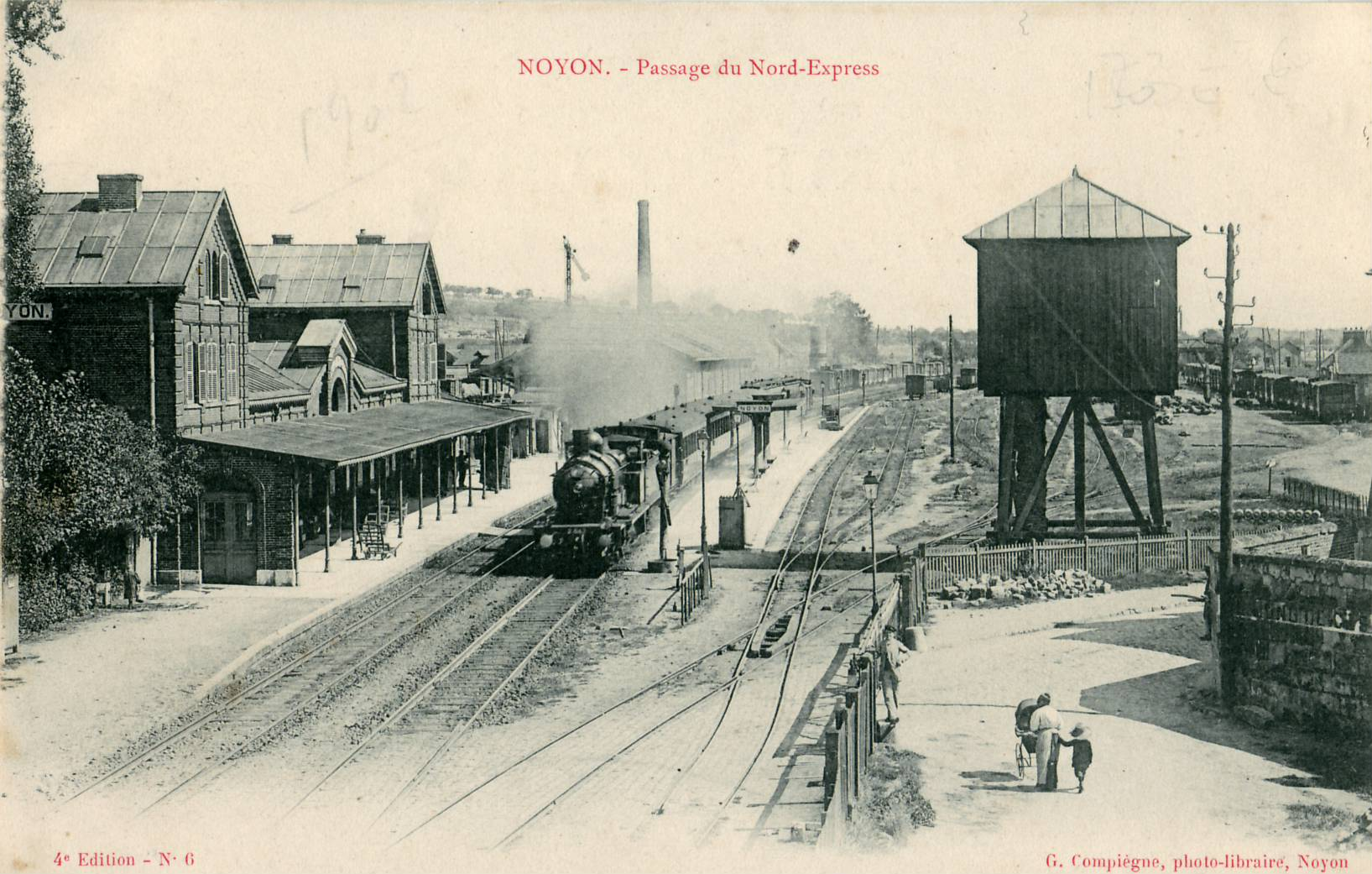
Le « Nord Express » en gare de Noyon - Début du XXe siècle

Le Nord-Express était un train rapide qui reliait Paris à Saint-Pétersbourg et plus tard Moscou et la Scandinavie. Sa période de gloire fut juste avant la Première Guerre mondiale, où il était considéré comme le train le plus luxueux de son époque, davantage encore que l’Orient-Express.

## Historique

### Avant la Première Guerre mondiale

Route du Nord-Express de 1896 à 1914.

La fondation de la Compagnie Internationale des Wagons-Lits par le Belge Georges Nagelmackers conduisit à la création de trains de luxe en Europe. Celui-ci voulait exploiter une ligne de luxe entre Lisbonne et Saint-Pétersbourg, dite Nord-Sud-Express, mais les difficultés de l'entreprise aboutirent à la mise en marche de deux trains distincts, le Sud-Express de Lisbonne à Paris, et le Nord-Express de Paris à la capitale impériale russe. Paris fut relié par la compagnie à Saint-Pétersbourg via Ostende, le 9 mai 1896. Ce train suivait la ligne Paris-Bruxelles-Cologne-Hanovre-Berlin-Königsberg-Dünaburg-Saint-Pétersbourg.
Les voyageurs devaient changer dans le sens Paris-Saint-Pétersbourg à Eydtkuhnen en province de Prusse-Orientale, car l'écartement des voies était plus large côté russe, et dans le sens Saint-Pétersbourg-Paris, à Wirballen dans le gouvernement de Kowno, villes-frontières de chaque côté de la Lipovka. Le train traversait neuf villes prussiennes et, via Ostende, le voyageur pouvait rejoindre Londres par la malle de Douvres. Au début ses wagons de couleur marron parcouraient cette ligne une fois par semaine, puis deux fois à l'automne 1897, et quotidiennement à partir de 1899. En général ce train comportait quatre wagons-lits, un wagon-restaurant, et un wagon pour les bagages. Le voyage durait cinquante-deux heures entre Paris et Saint-Pétersbourg. Dünaburg permettait, jusqu'en 1914, de faire la connexion avec le Transsibérien, jusqu'en Chine.
Vladimir Nabokov a décrit sa traversée dans le Nord-Express dans ses Mémoires pour des vacances en 1906, ainsi que de nombreux autres auteurs russes ou allemands.

### L'entre-deux-guerres

Route du Nord-Express de 1925 à 1939.

Après la révolution russe, le train a été limité à Varsovie et ensuite après la Seconde Guerre mondiale, le rideau de fer a mis un terme définitif à ce train de luxe. Les lignes ouest-est sont désormais uniquement desservies par des trains ordinaires.

### Après la Seconde Guerre mondiale
Après la Seconde Guerre mondiale, il comporta des voitures-lits directes Paris-Stockholm, (utilisées  en 1952 par François Mauriac et en 1957 par Albert Camus pour aller chercher chacun son prix Nobel de littérature) et Paris-Oslo. À partir de 1960, des voitures-lits directes soviétiques assurèrent la première liaison directe Paris-Moscou, avec changement de bogies à la frontière russo-polonaise de Brest. Le succès de cette relation directe aboutit à la création d'un train distinct du Nord-Express (sauf en période creuse), l'Est-Ouest-Express. L'été, dédoublant le Nord-Express, le Gallia Express reliait Paris à Copenhague, sous la forme d'un Train-autos-couchettes. Lent, limité au parcours Paris-Hambourg-Copenhague, composé d'un matériel vieillissant, malmené par la concurrence aérienne, le Nord-Express fut modernisé une dernière fois en 1973, continuant benoîtement son service, sans jamais recevoir de matériel Corail dans les années 80.
- Pour l'anecdote, c'est à lui qu'était accroché le wagon royal de la reine Margaret de Danemark, phobique de l'avion, lorsqu'elle se rendait en France.

Le train fut finalement supprimé en 1986 et remplacé, mais uniquement en saison d'été, par un nouveau rapide, le Viking-Express, prolongé vers Stockholm, tandis que, l'hiver, une unique voitures-lits assurait la ligne Paris-Copenhague,  aux côtés d'une autre voiture-lits Paris-Moscou à l'année, toutes deux accrochées à l'EC Molière de Paris à Cologne, cette disposition permettant le maintien permanent des relations France-Scandinavie et France-Russie. Toutefois, à partir de 1993, ces services disparurent, ne rencontrant pas le succès escompté.

### Aujourd'hui
Le trajet direct Paris – Moscou est assuré en 2019 par le « Moscou express ». Pour la Scandinavie, le CNL, train de nuit Paris – Hambourg en correspondance quai-à-quai avec l'ICE ou l'EC Hambourg – Copenhague, permettait un voyage rapide et confortable dans la nuit jusqu'en 2014, année de sa suppression. En 2019, le voyage s'effectue à grande vitesse dans la journée, par correspondances entre Thalys et ICE à Cologne puis Hambourg.